# Kaštice (zámek)
Kaštice jsou klasicistní zámek ve stejnojmenné vesnici v okrese Louny. Stojí na návsi na jižní straně hospodářského dvora. Od roku 1964 je chráněn jako kulturní památka.

## Historie
Starší tvrz stála ve vesnici již roku 1384, kdy na ní sídlil Ješek z Očedělic. Její podobu neznáme, protože kaštické panství roku 1807 koupil Vít Zeiner, který nechal v roce 1833 tvrz zbořit a na jejím místě o čtyři roky později postavit klasicistní zámek. V roce 1899 statek zdědil německý nacionalista Edmund Stanka, který se však zadlužil, a byl nucen hospodářský dvůr se zámkem v roce 1931 pronajmout. Po druhé světové válce v zámku vznikla šlechtitelská stanice, která ho využívala jako kanceláře a byty.

## Stavební podoba
Zámecká budova má obdélný půdorys a jedno patro. Průčelí má devět okenních os a na severní straně před něj předstupuje tříosý rizalit ukončený trojúhelníkovým štítem.